# EWeek
eWEEK (девиз: The Enterprise Newsweekly, рус. Предприятие еженедельно) — еженедельный компьютерный бизнес-журнал.
Журнал состоит из бумажного издания и веб-сайта, посвящённых корпоративной теме и предназначенных в первую очередь для IT-специалистов.

## Аудитория
Аудитория журнала зачастую связана с закупками промышленных решений и, соответственно, подписчики являются достаточно квалифицированными специалистами.

## История
Журнал был ранее известен как PC Week до своего приобретения Ziff Davis.
PC Week был основан летом 1983 года главным редактором Дрейком Ланделлом (англ.  Drake Lundell), издателем Бобом Зигелем (англ.  Bob Zeigel) и немецким финансистом Отмаром Вебером (англ. Otmar Weber) из издательства M&T Publishing, владевшего несколькими европейскими компьютерными журналами. Ланделл и Зигель ранее работали в журнале Computerworld.
В августе 2007 года издания Ziff Davis корпоративной направленности, среди которых были eWEEK, Baseline, CIO Insight, Channel Insider, Web Buyer’s Guide, the Developer Shed Network и некоторые другие, были отделены от родительской компании и проданы компании Insight Venture Partners, сформировав самостоятельную компанию Ziff Davis Enterprise.